# Gisèle de Souabe
Gisèle de Souabe, née le 11 mars 995 et morte le 14 février 1043 à Goslar, est couronnée reine de Germanie le 21 septembre 1024 à Cologne et impératrice du Saint-Empire le 26 mars 1027 à Rome, épouse de Conrad II le Salique.

## Biographie
Gisèle est la fille du duc Hermann II de Souabe († 1003), de la dynastie des Conradiens, et de Gerberge de Bourgogne, une fille du roi Conrad III le Pacifique et petite-fille du monarque carolingien Louis IV d'Outremer. Son père Hermann fut un des compétiteurs au trône de roi des Romains en 1002, mais ses efforts restèrent sans succès.
Gisèle se marie en troisièmes noces avec Conrad II le Salique († 1039), le fils du comte Henri de Spire. Elle recueillit et éleva ses deux nièces, Sophie de Bar et Béatrice de Bar à la mort de leur frère Frédéric III de Lorraine et les présenta à la cour vers 1033.

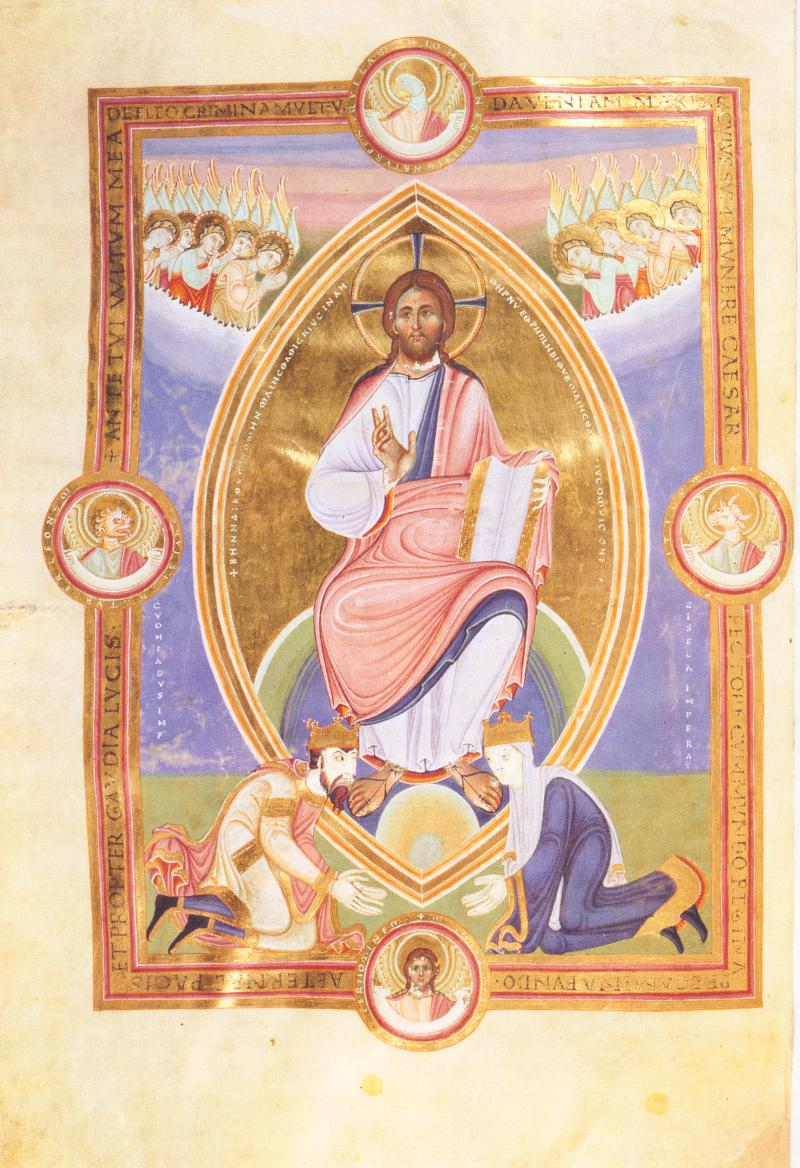
Conrad II et Gisèle s'agenouillent au Christ en gloire, miniature du Codex aureus Escorialensis (vers 1045).

Elle fut aussi l'épouse en premières noces du comte Bruno Ier de Brunswick (1002), et en secondes noces, du duc Ernest Ier de Souabe, de la maison de Babenberg. Elle assura la régence du duché de Souabe pour son fils Ernest II après la mort accidentelle de son second mari (son rôle dans l'accident a été questionné par certains historiens), au cours d'une partie de chasse "illicite", nous dit le chroniqueur Thietmar de Mersebourg, en 1015. Ses deux premiers maris étaient tous deux de possibles candidats au trône germanique.
Son troisième et dernier mariage intervient en 1016 ou 1017, avec son cousin Conrad II dit l'Ancien ou encore le Salique, qui est élu roi de Germanie en 1024 et puis devient empereur du Saint-Empire. Le couronnement de la reine a eu lieu treize jours après l'avènement impérial de Conrad ; en considérant le mariage comme consanguin, l'archevêque Aribon de Mayence a refusé de couronner Gisèle. Néanmoins, elle joue un rôle actif dans la politique du royaume, assistant aux diètes impériales et intervenant personnellement afin que son oncle Rodolphe III de Bourgogne s'accorde avec Conrad II en 1027 et transfère la succession de son royaume d'Arles à son mari. Elle participe également à certains conciles ecclésiastiques.
Conrad II est décédé subitement le 4 juin 1039 à Utrecht et son fils, Henri III, lui a succédé. Gisèle meurt de la dysenterie au palais impérial de Goslar en 1043. Lors d'une cérémonie solennelle, elle est enterrée dans la crypte de la cathédrale de Spire, où ses restes reposent en compagnie de plusieurs autres membres de la dynastie franconienne et d'empereurs. Sa tombe fut ouverte en 1900 et son corps momifié fut mesuré : elle faisait 1,72 m et portait de longs cheveux blonds.

## Descendance
De sa première union avec Bruno, comte de Brunswick, elle eut un fils et une fille :
- Liudolf, margrave de Frise (v. 1003 – 1038)[2] ;
- une fille anonyme, épouse putative du comte Thiemo II de Formbach ;
- (?) Gisèle de  Brunswick, épouse du comte Berthold von Sangerhausen.

Avec Ernest Ier, duc de Souabe elle eut deux fils :
- Ernest  (v. 1010 – 17 août 1030) ;
- Hermann (v. 1015 – 28 juillet 1038).

Avec l'empereur Conrad II elle eut trois autres enfants:
- Henri III, (29 octobre 1017 – 5 octobre 1056), empereur germanique de 1046 à 1056 ;
- Mathilde (vers 1027 – morte après le 30 janvier 1034) ;
- Béatrix (vers 1030 – morte 26 septembre, 1036).